# Hahnenkleer Gangzug
Der Hahnenkleer Gangzug gehört zu den Oberharzer Erzgängen. Die Gangstörung liegt im nordwestlichen Harz bei Hahnenklee-Bockswiese. Der Hahnenkleer Gangzug bildet die Fortsetzung des Lautenthaler Gangzugs nach Osten und blättert sich in den Hahnenkleer Liegend- und den Hangendgang, sowie in den Morgenröther, Haus Bülower und Neckelnberg-Kuttelbacher Gang auf. Der Morgenröther Gang teilt sich nochmals in den Landesherrner, in die Gemkentaler und in den Kupferkroner Gang. Der Bergbau konzentrierte sich auf die Hahnenkleer Gänge in der Ortslage von Hahnenklee und hatte seine größte Bedeutung zwischen dem 18. und 19. Jahrhundert. Dort bestand eine Vererzung von etwa 230 Meter streichender Länge und 190 Meter Teufe auf dem Mittleren Gang und nesterförmig auf dem Hangend- sowie Liegendgang. Im östlicheren Verlauf gab es noch vergleichsweise geringe Bergbauaktivitäten auf dem Landesherrner und Kupferkroner Gang.

## Verlauf (projiziert auf die Tagesoberfläche)

### Hahnenkleer Gänge
Am Hahnenkleer Berg Anscharung mit Bischoffstaler Gang des Lautenthaler Gangzuges, der hier in den Hahnenkleer Gangzug übergeht und sich in den Morgenröther Gang teilt. Südlicher Ortsrand von Hahnenklee (hier wichtigste Vererzung) – Langetalskopf – Großer Bärenberg – Altetalskopf – Großer Wiesenberg – Okertalsperre (Mulltal) – Brückenschänke – Langes Tal (als Langetalgang).
Weiterer Verlauf in der Okergranit-Kontaktzone nicht bekannt.

### Morgenröther Gang
Hahnenkleer Berg (Anscharung mit Lautenthaler Gangzug und Bischoffstaler Gang) – Kranicher Teich – Bocksberg – Auerhahn – Schalke (hier Aufblätterung in den Landesherrner und Kupferkroner Gang).

### Landesherrner Gang
Schalke (Anscharung mit dem Kupferkroner Gang zum Morgenröther Gang) – Riesenbachskopf – Kleiner Wiesenberg – Nördlicher Ortrand von Schulenberg im Oberharz – Okerstausee (Weißwasserbrücke) – Kleines und Großes Gemkental: Übergang in die Gemkentaler Gänge, deren Verlauf sich im Okergranit verliert.

### Kupferkroner Gang
Schalke (Anscharung mit dem Landesherrner Gang zum Morgenröther Gang) – Silberbachskopf – Schulenberg im Oberharz – Okertalsperre – Waldhaus Gemkental – Übertritt in den Okergranit am Kalbekopf.

## Paragenese, Besonderheiten
Den größten Teil des Erzinhaltes bildete silberhaltiger Galenit. Daneben kamen Sphalerit, Pyrit und Chalkopyrit vor. Letzterer war besonders im östlicheren Teilen des Gangzuges Gegenstand bergbaulicher Aktivitäten. Typische Gangarten waren Calcit und Quarz, zum Teil mit dem Nebengestein zu Brekzien verwachsen.

## Aufschlüsse
Der Hahnenkleer Gangzug gibt sich durch Bergbauspuren in Form von Pingen und kleineren Halden außerhalb der Ortslage von Hahnenklee zu erkennen. In Hahnenklee selbst wurden diese Spuren überbaut.

## Bergbaugeschichtlicher Überblick
Bergbau auf dem Hahnenkleer Gangzug soll es bereits im Mittelalter gegeben haben, welcher urkundlich 1561 erneut aufgenommen wurde. Im Kernbereich von Hahnenklee war die Grube Theodora und Beständigkeit von größerer Bedeutung, die aus den Gruben St. Edmund (benannt nach Jobst Edmund von Brabeck), Aufrichtigkeit, Beständigkeit und Theodora hervorging. Von 1745 bis 1799 wurde zur Wasserlösung des Reviers der Lautenthaler Hoffnungsstollen von Lautenthal her auf vier km Länge aufgefahren. Er brachte 158 m Teufe ein und ersetzte den von 1548 bis 1680 vorangetriebenen Hahnenkleer Stollen (1112 Meter Länge, größte Teufe 42 Meter). 1828 kam der Abbau von silberhaltigem Bleiglanz wegen Erschöpfung der Lagerstätte zum Erliegen.
Auf dem Landesherrner Gang in der Umgebung von Schulenberg im Oberharz baute bis 1796 die Grube Bischof Friedrich. Ein bescheidener Abbau von Kupfererzen erfolgte durch die Grube König Georg auf der Ostseite des Okerstausees bis 1870. Der Kupferkroner Gang wurde zum Beispiel über den 1861 aufgelassenen Haus Bülower Stollen aufgeschlossen, der heute unter der Okertalsperre liegt.